# Paul Celan

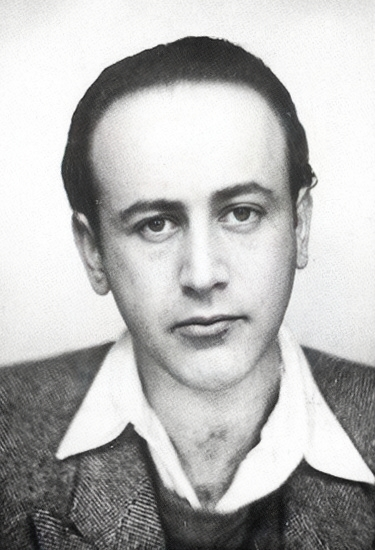
Paul Celan

Handtekening

Paul Celan (Cernauti, nu Tsjernivtsi in Oekraïne, 23 november 1920 - Parijs, rond 20 april 1970) was een Duitstalige dichter. Paul Celan was het meest gebruikte pseudoniem van Paul Antschel (De Duitse schrijfwijze van zijn Roemeense achternaam Ancel). Celan stond op de Duitse uitspraak van zijn naam: [pɑʊl 't͡selaːn].

## Biografie
Paul Celan werd geboren in Roemenië als enig kind van Duitstalige joodse ouders. Hij leefde ook in Oostenrijk en lange tijd in Frankrijk. Zijn ouders werden door de nazi's vermoord, hijzelf ontsnapte in een werkkamp ternauwernood aan de dood. In 1952 trouwde hij met Gisèle Lestrange, met wie hij twee kinderen kreeg, François en Eric; François overleed kort na de geboorte. Rond 1960 werden de zware en ongegronde plagiaatbeschuldigingen van Claire Goll, weduwe van de Joodse dichter Yvan Goll, sterker. Deze beïnvloedden zijn correspondentie 1) en vervolgden hem tot zijn dood. In 1970 maakte Celan een einde aan zijn leven.

## Betekenis
Celan schreef in het Duits, zijn moedertaal. Door gedichten in deze taal te schrijven herdacht hij zijn moeder (zie gedicht 'Wolfsbohne').
Naast zijn werk als dichter bezorgde hij de Duitse literatuur ook een groot aantal vertalingen van poëzie uit het Frans, Engels, Russisch, Italiaans, Roemeens, Portugees en Hebreeuws.
Paul Celan wordt algemeen beschouwd als een der grootste dichters van de tweede helft van de twintigste eeuw. Hij schreef, beïnvloed door het symbolisme en het surrealisme, gedichten waarin hij op zijn eigen wijze zijn ervaringen met de Holocaust verwerkte. Een van zijn bekende gedichten is Todesfuge, waarin hij bezwerend het lot van de Joden in de Tweede Wereldoorlog oproept en zijn moeder herdenkt. Zijn poëzie wordt gaandeweg hermetischer, al bevatten veel van zijn gedichten verwijzingen naar historische en politieke gebeurtenissen.
Celan gaat spaarzaam met woorden om en schrijft op de rand van het zwijgen. Hij gebruikt gewaagde metaforen en neologismen, die hij voor een deel haalde uit lectuur van geologische boeken.
In 1960 ontving hij de Georg-Büchner-Preis.

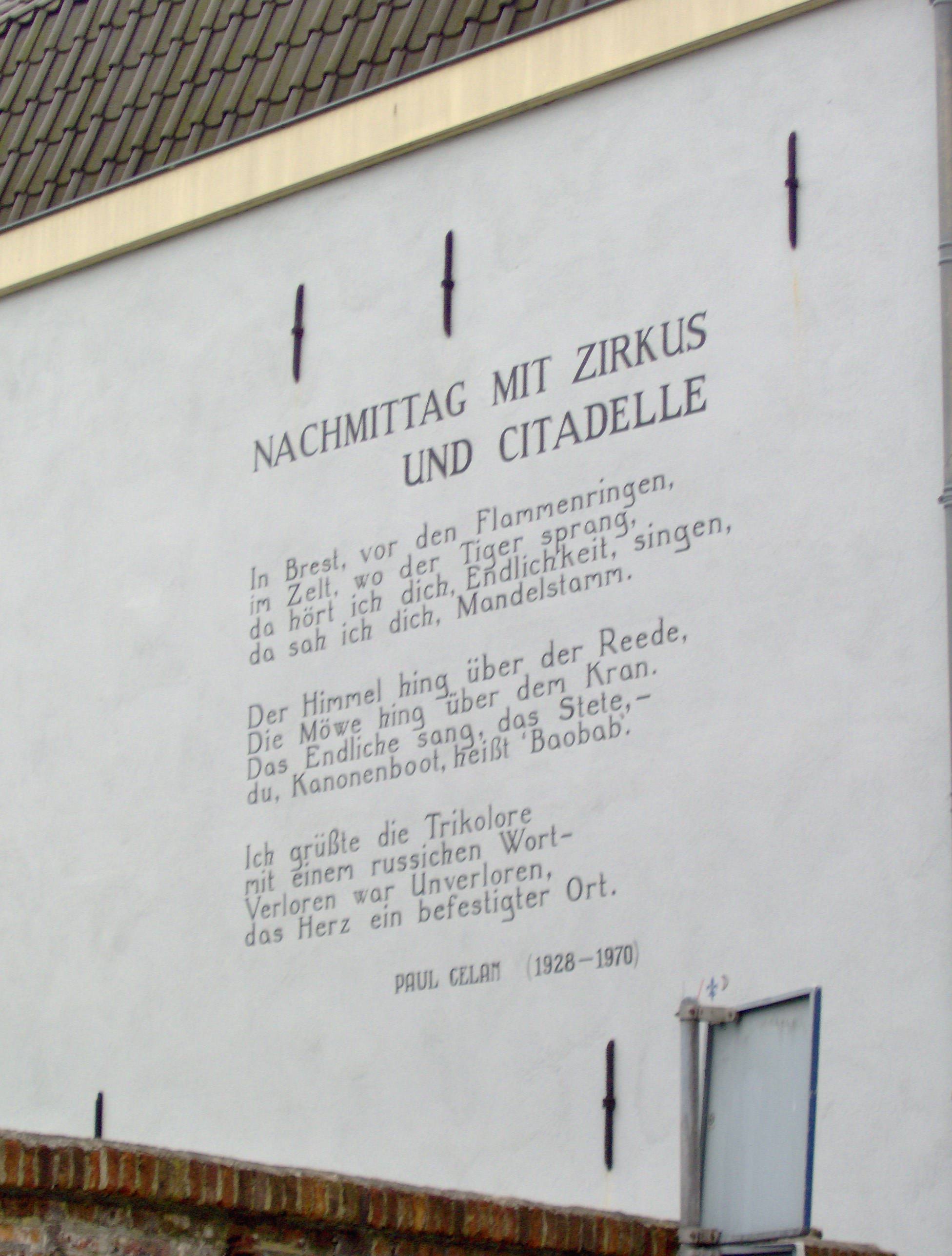
Celans gedicht Nachmittag mit Zirkus und Zitadelle op een buitenmuur in Leiden

## Werk
- Todesfuge (1948)
- Mohn und Gedächtnis (1952)
- Von Schwelle zu Schwelle (1955)
- Sprachgitter (1959)
- Die Niemandsrose (1963)
- Atemwende (1967)
- Fadensonnen (1967)
- Lichtzwang (1970)
- Schneepart (postuum 1971)[1]
- Zeitgehöft (postuum gedichten uit de nalatenschap 1976)

## Vertalingen
In alfabetische volgorde de door Paul Celan vertaalde auteurs:
- Guillaume Apollinaire
- Tudor Arghezi
- Antonin Artaud
- Charles Baudelaire
- Alexander Blok
- André Breton
- Jean Cayrol
- Aimé Césaire
- René Char
- Emil Cioran
- Welimir Chlebnikow
- Jean Daive
- Robert Desnos
- Emily Dickinson
- John Donne
- André Du Bouchet
- Jacques Dupin
- Paul Éluard
- Robert Frost
- Alfred Edward Housman
- Sergei Jessenin
- Jewgeni Jewtuschenko
- Michail Lermontow
- Maurice Maeterlinck
- Stéphane Mallarmé
- Osip Mandelstam
- Andrew Marvell
- Henri Michaux
- Marianne Moore
- Gellu Naum
- Gérard de Nerval
- Henri Pastoureau
- Benjamin Péret
- Saint-John Perse
- Fernando Pessoa
- Pablo Picasso
- Arthur Rimbaud
- David Rokeah
- William Shakespeare
- Georges Simenon
- Konstantin Slutschewskij
- Jules Supervielle
- Virgil Teodorescu
- Henri Thomas, nagelaten fragment
- Anton Tsjechov
- Giuseppe Ungaretti
- Paul Valéry

## Correspondenties
Uitgegeven correspondenties, in het Duits of in het Frans, deels of in zijn geheel met:
- Nelly Sachs
- Franz Wurm
- Erich Einhorn
- zijn vrouw Gisèle Celan-Lestrange en zijn zoon Eric
- Hanne en Hermann Lenz
- Diet Kloos-Barendregt, uitgegeven in het Nederlands
- Peter Szondi
- Ilana Shmueli
- Ingeborg Bachmann
- Klaus Reichert

## Online teksten

### Duitse teksten
- Gedichten (selectie)
- Gedichten (complete werken)

### Nederlandse vertalingen
- Gedichten (Vertaald door Frans Roumen)

- Een dramatische liefde. Briefwisseling Ingeborg Bachmann-Paul Celan. Aansluitend de briefwisseling tussen Paul Celan en Max Frisch en tussen Ingeborg Bachmann en Gisèle Celan-Lestrange. Vertaald door Paul Beers. Amsterdam, Meulenhoff, 2010. ISBN 978-90-290-8478-9
- Paul Celan: Roemeense gedichten. Vertaald door Jan H. Mysjkin. Gent, PoëzieCentrum, 2008. ISBN 978-90-5655-393-7
- Paul Celan: Verzamelde gedichten, uit het Duits vertaald door Ton Naaijkens. Meulenhoff, Amsterdam 2003. Tweetalige editie. ISBN 978-90-290-8617-2 (bevat alle bundels van Celan met vertalingen door Naaijkens)
- 'Alles is te zwaar, omdat alles te licht is'. De brieven van Paul Celan aan Diet Kloos-Barendregt. Bezorgd door Paul Sars; vertaald door C.O. Jellema. Amsterdam, Lubberhuizen, 1999. ISBN 90-73978-95-5
- Paul Celan: Gedichten. Een keuze uit zijn poëzie met commentaren van Paul Sars en vertalingen door Frans Roumen, Ambo, Baarn 1988. Tweetalige Editie. ISBN  90-263-0863-9
- Paul Celan: De bloeiende steen. Vertaald door Paul Vanderschaeghe. Brugge, Pablo Nerudafonds, 1986. ISBN 90-5025-004-1
- Paul Celan: Gesprek in de bergen.  Vertaald door Jan Gielkens. Utrecht, Athabasca, 1984. ISBN 90-70999-01-3
- Paul Celan: Ademkristal Vertaald door Alfonso Nypels. 's Gravenhage, Boucher, 1978. ISBN 90-6068-139-8
- Paul Celan: Spreektralie. Gedichten 1948-1970 & De meridiaan. Vertaald door Peter Nijmeijer. Amsterdam, Meulenhoff, 19786. ISBN 90-290-0932-2

- Bibsys: 90107446
- Biblioteca Nacional de Chile: 000062669
- Biblioteca Nacional de España: XX821635
- Bibliothèque nationale de France: cb11895717d (data)
- Catàleg d'autoritats de noms i títols de Catalunya: 981058521278106706
- CiNii: DA00887388
- Digitale Bibliotheek voor de Nederlandse Letteren: cela002
- Gemeinsame Normdatei: 118519859
- International Standard Name Identifier: 0000 0003 6865 2462
- Library of Congress Control Number: n50034310
- Nationale Bibliotheek van Letland: 000036063
- MusicBrainz: d96a14a9-0d51-4971-bc6b-83b0a7078496
- Bibliotheek van het Japanse parlement: 00435588
- Nationale Bibliotheek van Tsjechië: jn20030827047
- Nationale bibliotheek van Australië: 36580681
- Nationale Bibliotheek van Israël: 987007271535505171
- Nationale Bibliotheek van Polen: a0000001182651
- Nationale Bibliotheek van Roemenië: 000326458
- Nationale en Universitaire bibliotheek Zagreb: 000048482
- Nederlandse Thesaurus van Auteursnamen: 068448252
- Istituto Centrale per il Catalogo Unico: CFIV004805
- LIBRIS: 180754
- SNAC: w6fz7n2x
- Système universitaire de documentation: 026774127
- Trove: 381835
- Virtual International Authority File: 106122570
- WorldCat: E39PBJhhxmW9HGCh9XGhP9hGpP